# Синяковская
Синяковская — деревня в Тарногском районе Вологодской области.
Входит в состав Спасского сельского поселения, с точки зрения административно-территориального деления — в Верхнеспасский сельсовет.
Расстояние по автодороге до районного центра Тарногского Городка — 24 км, до центра муниципального образования Никифоровской — 7 км. Ближайшие населённые пункты — Дементьевская, Григорьевская, Паровская.
По переписи 2002 года население — 6 человек.